# شینتوکو-جی

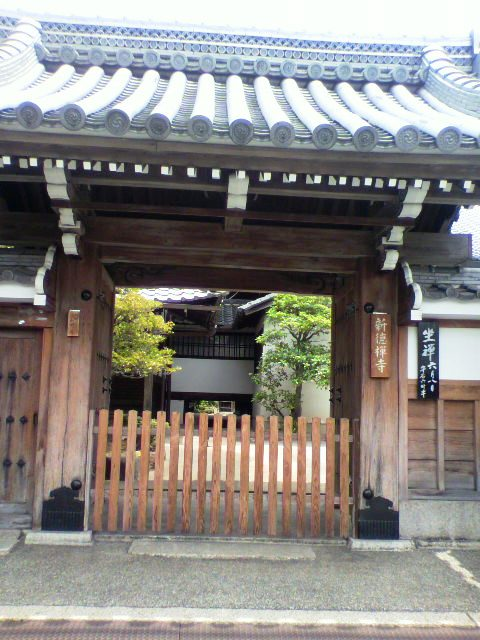
معبد شینتوکو

معبد شینتوکو (به ژاپنی: 新徳寺 しんとくじ)، یک معبد بودایی از فرقه رینزای در میبو (شهر کیوتو) در جنوب غربی ناکاگیو، کیوتو در کیوتو است. نام محلی «میبو» از اوایل دوران مدرن تا دوران مدرن به عنوان نام یک روستا یا منطقه بزرگ استفاده می‌شد.

## شینسنگومی و شینتوکو-جی
معبد شینتوکو-جی همچنین به عنوان اولین صحنه برایشینسنگومی‌ها شناخته می‌شود، کسانی که در اواخر دوره ادو (پایان شوگون‌سالاری توکوگاوا) فعال بودند.
در سالن اصلی معبد شینتوکو-جی بود که کیوکاوا هاچیرو، رهبر روشی-گومی، سلف شینسنگومی، که به کیوتو آمده بود، روشی‌ها (رونین‌ها) را جمع کرد و سخنرانی بزرگی ایراد کرد. کیوکاوا و افرادش به ادو بازگشتند و گفتند که از سوننو-جوئی («به امپراتور احترام می‌گذارند و بربرها را بیرون می‌کنند») پیروی می‌کنند، اما گروه کوندو ایسامی که در اقامتگاه یاگی اقامت داشتند، روشی-گومی به رهبری کیوکاوا را ترک کردند و گفتند: «نقش ما حفظ قدرت شوگون‌سالاری است» و در کیوتو ماندند. این تولد شینسنگومی بود.